# TOWN-0 PHASE-5/庭師KING
『TOWN-0 PHASE-5/庭師KING』（タウン-ゼロ フェーズ-ファイブ/にわしきんぐ）は、日本のシンガーソングライター平沢進の7枚目のシングル。2019年11月3日に日本コロムビアより発売された。

## 解説
ソロデビュー30周年を記念して制作されたシングルであり、ソロ7作目で1998年発表の『救済の技法』から「TOWN-0 PHASE-5」と「庭師KING」をアナログ7インチでシングルカットし、11月3日のレコードの日に発売されている。

## 収録曲
1. TOWN-0 PHASE-5
2. 庭師KING